# Visitação (Gregório Lopes e Jorge Leal)
Visitação é uma pintura a óleo sobre madeira de carvalho, da década de 1520, atribuida aos artistas portugueses do Renascimento Gregório Lopes (c. 1490–1550) e Jorge Leal (séc. XVI), obra que foi da Igreja do Convento de São Francisco, em Lisboa, estando actualmente no Museu Nacional de Arte Antiga.
A Visitação representa obviamente o episódio bíblico da visita de Maria, grávida de Jesus, à sua prima Isabel, que era muito mais velha e que estava igualmente perto de dar à luz João Baptista.
A Gregório Lopes é atribuida a criação ou colaboração em três outras versões da Visitação (todas em Galeria), uma proveniente da Igreja do Espírito Santo, em Évora, outra que foi do Convento do Bom Jesus de Valverde, estando estas actualmente no Museu de Évora, e outra que pertencia ao designado Retábulo do Paraíso e que está atualmente também no MNAA.

## Descrição
No centro da composição está Isabel ajoelhada para saudar Maria que se inclina para a erguer. Atrás de Maria, do lado esquerdo, surgem três figuras femininas que simbolizam, como se pode ler nas inscrições das auréolas, a Castidade, a Pobreza e a Humildade. Do lado direito estão Zacarias, marido de Isabel, à entrada da sua casa, e duas outras mulheres. No céu de um azul luminoso está um grupo de seis anjos.
O enquadramento da cena é formado por um edifício clássico composto de colunas, arcos e uma torre revestida com uma delicada decoração gótico-flamejante, e por um apontamento paisagístico lateral ao edifício.
Particularmente interessante é o jogo das linhas de força que estruturam a composição, definido logo no primeiro plano com o triângulo formado por Maria e Isabel, e pela diagonal descendente formada pelos anjos. Também a posição das mãos dos restantes personagens, todos com gestos diferenciados, repetem os principais elementos geométricos. Assim, a figura feminina em último plano coloca as mãos em sinal de oração, o que tem paralelo com o triângulo das duas figuras centrais. Tal como os anjos, Zacarias e a Castidade apontam ou sugerem uma linha diagonal em direcção ao grupo principal. Por fim, o movimento circular das mãos da Humildade e da personagem colocada ao lado de Zacarias tem paralelo com o circulo formado pelos braços e rostos de Maria e de Isabel.

## História
Esta pintura, bem como as outras que compunham o designado Retábulo de São Bento, ou seja, a Adoração dos Magos, a Apresentação do Menino no Templo e O Menino Jesus entre os Doutores, que estão todas no Museu Nacional de Arte Antiga, e ainda o desaparecido Cristo deposto da Cruz - faziam parte do retábulo da Capela do Salvador da Igreja do Convento de São Francisco, em Lisboa. Daqui transitaram, no século XVII, para a Capela de Nossa Senhora dos Prazeres do Mosteiro de São Bento da Saúde e, com a extinção da ordens religiosas em 1834, para a Academia Real de Belas Artes, de onde passaram para o MNAA.
Reinaldo dos Santos encontrou num Livro de Notas do Mosteiro de São Bento da Saúde (Códice n.º 21 do Cartório de São Bento na Torre do Tombo), um recibo de pagamento a Gregório Lopes datado de 1520. E Vitorino Magalhães Godinho havia encontrado um documento de 17 de Maio de 1525, (Corpo Cronológico, Parte II, maço 125, n.º 150, Torre do Tombo), segundo o qual os pintores de Lisboa Jorge Leal e Gregório Lopes tinham acabado de pintar o retábulo da Capela do Salvador do Mosteiro de São Francisco, trabalho que iria ser avaliado pelo pintor régio Jorge Afonso e pelo pintor do Senado Antão Leitão. Conjugando as datas destes dois documentos é possível delimitar a data de execução desta Visitação.

## Galeria

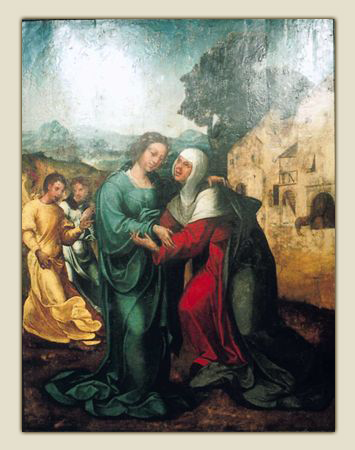
Visitação (c. 1525-1550), de Gregório Lopes, proveniente da Igreja do Espírito Santo (Évora), actualmente no Museu de Évora.
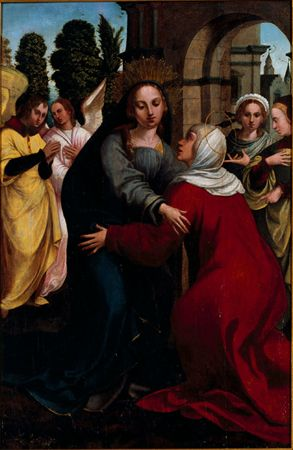
Visitação (c. 1520), de Gregório Lopes, proveniente do Convento do Bom Jesus de Valverde, actualmente no Museu de Évora.
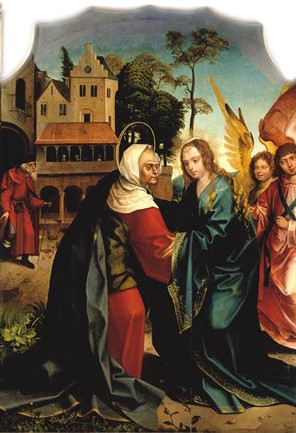
Visitação (década de 1520), de Gregório Lopes, proveniente do Retábulo do Paraíso, no MNAA.

### Ligação externa
- Página oficial do Museu Nacional de Arte Antiga